# Прометей II
«Прометей II» (греч.  Προμηθεύς II, англ.  Prometheus II ) — греческая организация Движения Сопротивления времён Второй мировой войны, состоявшая в Управлении специальных операций Великобритании. Несмотря на сознательно ограниченное число членов, отмечена значительной диверсионной и разведывательной деятельностью, а также политической ролью в координации действий организаций Греческого Сопротивления различных политических ориентаций.

## Предыстория
Организация «Прометей II» была создана в рамках планов британских спецслужб, разработанных ещё в 1940 году, с целью организации диверсий в уже оккупированных Осью странах или в странах, чья оккупация в будущем была весьма вероятной. Одновременно Британия ставила целью организацию массового Сопротивления и подготовку восстаний в момент, когда это будет необходимо для союзных операций. С этой целью было создано британское Управление специальных операций (SOE):544.
«Прометей» был не единственной организацией, созданной «Управлением» в Греции в годы войны.
Андреас Геролиматос, профессор канадского университета Simon Fraser, Ванкувер пишет, что около 3.000 греческих граждан были завербованы Special Operations Executive в годы войны, в роли диверсантов, разведчиков или рядовых агентов.

## Вступление Греции в войну
Греция отвергла ультиматум Италии и подверглась нападению итальянской армии 28 октября 1940 года.
Греческая армия отразила нападение итальянцев и перенесла военные действия на территорию Албании. Греческая победа, неожиданная как для врагов, так и для союзников, стала первым поражением стран оси во Второй мировой войне.
Одновременно, греческая победа усилила вероятность того, что Германия придёт на помощь своим союзникам и что конечным результатом этой неравной борьбы станет оккупация Греции.

## Начальная вербовка агентов
Британские службы с подозрением относились к премьер-министру Греции, генералу Метаксасу, в силу его идеологической близости с режимами стран Оси. Учитывая тот факт, что даже в условиях войны, Метаксас отказался от услуг офицеров республиканцев, изгнанных из армии, после неудачного переворота 1935 года, усилия британских служб по вербовке агентов были направлены к среде отставных офицеров и политиков республиканцев. В силу своей враждебности к диктаторскому режиму, эти лица не считали что предают Отечество, сотрудничая с британскими агентами.
SOE, через британское посольство, вошло в контакт с находившимися в отставке с 1935 года офицерами и либеральными политиками:544.
В феврале 1941 года полковник Бакирдзис, изгнанный из армии в 1935 году, ответил положительно на предложение SOE. Бакирдзис согласился, в случае оккупации Греции, создать организацию, для совершения диверсий и поддерживать связь с союзным штабом Ближнего Востока через рацию.
Бакирдзис получил кодовое имя «Прометей I» и мобилизовал в свою одноимённую организацию трёх отставных лейтенантов ВМФ: Харлампия Куцояннопулоса, Д.Бардопулоса и П. Калибасьериса.
Под руководством британской М. О.4, он приступил к созданию разведывательно-диверсионной сети.
Но англичане осознали, что Бакирдзис офицер «левых убеждений» и не намерен подготавливать также возвращение короля Георга, в случае его изгнания. Бакирдзиса, в роли руководителя организации, сменил лейтенант флота Х. Куцояннопулос, получивший кодовое имя Прометей II, также как и его организация:545):575.
Следует отметить, что в сегодняшних электронных страницах появляется весьма правдоподобная, но не подтверждённая авторитетными источниками, информация о том, что Бакирдзис отстранился от руководства организацией не до начала оккупации, а через несколько месяцев после её начала, и что Куцояннопулос возглавил организацию в ноябре 1941 года.

## Начало оккупации
Неудачное Итальянское весеннее наступление марта 1941 года подтвердило вероятность итальянского поражения и вынудило Германию вмешаться. Вторжение, из союзной немцам Болгарии, началось 6 апреля 1941 года. Немцы не смогли прорвать линию греческой обороны на греко-болгарской границе, но прошли к македонской столице, Фессалоники, через Югославию. После разложения югославской армии, кавалерийская дивизия Станотаса была спешно направлена к Флорине, где 11 апреля остановила продвижение 1-й дивизии СС «Адольф Гитлер».
Успех Станотаса не позволил немцам отсечь греческие силы в Албании, которые 12 апреля начали отход. Немцы признали успехи греческих кавалеристов: « Греческая Кавалерийская дивизия, которая защищала линию от Преспы до Клисуры, оборонялась с таким упорством, что проход в Писодери пал только 14 апреля…».
14 апреля частям SS удалось сломить сопротивление ΧΧ пехотной дивизии и занять перевал Клисура. Станотас попытался прикрыть проход восточнее озера Кастория. Но 15 апреля авангард дивизии SS вступил в долину Кастории. Несмотря на героическое сопротивление Кавалерийской и ΧΙΙΙ дивизий немцы взяли Касторию, обойдя озеро с юга. Развитие событий, вынудило Кавалерийскую дивизию отойти к Пинду.
23 апреля 1941 года командующий 3-го, западномакедонского, корпуса армии, генерал Цолакоглу, в нарушение приказа главнокомандующего, подписал акт капитуляции.
Разрозненные греческие части продолжали сопротивление, вплоть до падения Крита 31 мая, после чего вместе с флотом ушли на Ближний Восток.
Начался период тройной, германо-итало-болгарской, оккупации Греции.

## Первые шаги «Прометея»
Куцояннопулос владел английским, французским и итальянским языками имел основные знания использования взрывчатых веществ.
До начала оккупации он получил дополнительную подготовку от агента «Управления» в Афинах, подполковника Посона (D. Pawson), в использовании взрывчатки и сборе разведывательной информации.
Возникшее между ними взаимное уважение и доверие определили поддержку Куцояннопулоса в его решениях в будущем.
В начале апреля, до вступления немцев в Афины, Куцояннопулос получил 2 рации, немного взрывчатки и оружия, и спрятал в доме, который он снял для этой цели.
Постепенно, он весьма осторожно стал расширять свою организацию и стал основным агентом англичан в Афинах.
Вторым был Гедеон Ангелопулос, более известный как Герасимос Алексатос или «Одиссей».
Алексатос не имел за собой слаженной организации и его собственная деятельность имела ограниченный характер, но он был основным сотрудником «Прометея» и до конца 1942 года он стал главным связным между «Управлением» и руководимым греческими коммунистами Национально-освободительным фронтом (ЭАМ).
Профессор Геролиматос, изучая рапорты Алексатоса, ставит под сомнение информацию о том, что «Одиссей» был безграмотным контрабандистом, отводит ему роль протагониста в разведывательной сети. Он пишет, что Алексатос свободно передвигался по всему восточному Средиземноморью, предоставляя «Прометею» ценную информацию. Он же пишет, что следы этой загадочной личности пропали после окончания войны:545
Куцояннопулос образовал ядро своей организации, доведя число участников до 30 человек, которым он абсолютно доверял и среди которых было много его родственников и 9 коллег, флотских лейтенантов.
От также создал и обучал вне ядра организации малые периферийны группы диверсантов и организовал более широкую сеть для сбора информации:546.
В начале июня «Прометей» организовал свою первую диверсию в Пирее, потопив немецкое грузовое судно с боеприпасами.
Чуть позже, «Прометей» взорвал 500 бочек с топливом на аэродроме в Молаи, Лакония.
С 21 ноября 1941 года была налажена почти ежедневная связь по рации с английскими агентами в официально «нейтральной», но в действительности прогерманской Турции (Смирна, реже Константинополь), поскольку радиус действия раций был недостаточен для связи с Ближним Востоком:545.
Рация переносилась в разные точки Афин 16-летней Мери Париану, с которой Куцояннопулос был обручён.

## Дальнейшая деятельность
После начала оккупации «Управление» следовало в Греции в оперативных вопросах указаниям генерального штаба Ближнего Востока, а в политических Форин-офиса:544.
Несмотря на то, что большинство греков завербованных «Управлением» были противниками короля Георга и эмиграционного правительства, до конца 1942 года не наблюдалось рассхождений между «Управлением» и Форин-офисом.
В этот период преобладали стратегические цели и агенты «Управления» результативно обслуживали эти цели.
Куцояннопулос следовал не только указаниям англичан, но действовал согласно своим убеждениям.
Он подчёркивал англичанам значение массового партизанского движения, исключал из своих контактов монархистов и посланников эмиграционного правительства.
Собирал и передавал информацию о движении воинских частей и морских конвоев, информацию о целях для бомбардировки с воздуха и ценную информацию для фронта Северной Африки, где обстановка была критической до ноября 1942 года.
Эта же информация была использована самим «Прометеем» для диверсий против немецких судов в Пирее и на складах горючего военных аэродромов Аттики и, ещё раз, в Молаи, Лакония, где Куцояннопулос, в силу своего лаконийского происхождения имел множество контактов.
До лета 1942 года, когда «Прометей» стал акцентировать своё внимание на поддержку партизан, организация произвела 10 успешных диверсий.
Следуя указаниям «Управления», один из членов периферийных организаций «Прометея» добровольно записался на работу в Германии, где совершал акты саботажа и диверсий:548.
«Прометей» имел и ряд неудач, как например неудавшиеся попытки убийств директора центральной охранки И. Полихронопулоса зимой 1941 года, министра финансов правительства квислингов С. Годзаманиса в июне 1942 года и неудавшаяся попытка потопления грузового судна в Коринфском канале.

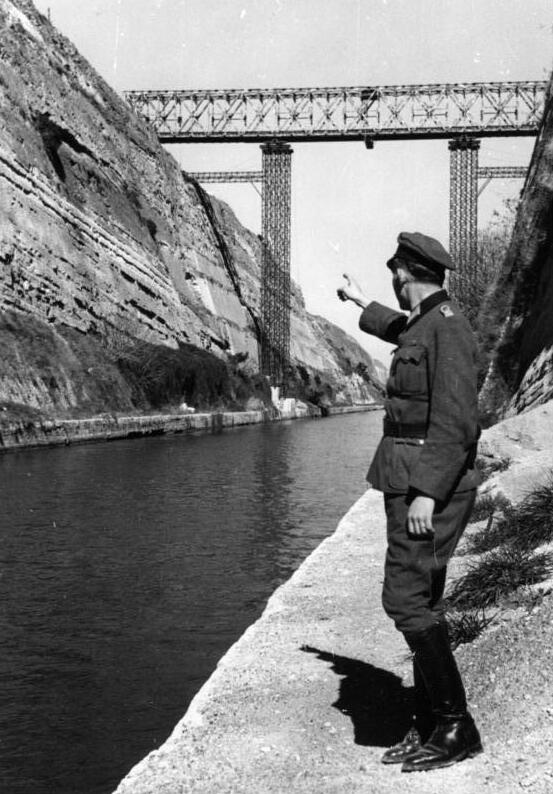
Коринфский канал и восстановленный немцами мост в апреле 1943 года

## Военно-политическая деятельность
Параллельно с диверсионной и разведывательной деятельностью, Куцояннопулос и его соратники, с начала зимы 1941 года, начали контакты с офицерами и политиками различного политического спектра с целью развития партизанского движения.
Куцояннопулос убедился в отказе монархистов принять участие в партизанском движении.
Его первоначальные контакты по этому вопросу с Д. Псарросом и Э. Бакирдзисом не получили завершения.
Также безуспешными были его предложения к Компартии и ЭАМ о совместных диверсиях.
В апреле 1942 года представители «Прометея» Куцояннопулос и Д. Бардопулос приняли участие в подпольной встрече, с участием представителя союзного штаба Ближнего Востока, в которой также приняли участие полковник Наполеон Зервас и Комнинос Пиромаглу от ЭДЕС, Д. Псаррос и Э. Бакирдзис от ЭККА:598.
На встрече было принято решение начать масштабную вооружённую борьбу не позже августа-сентября 1942 года. Были определены регионы действий будущих отрядов. Роль «Прометея» оставалась разведывательно-диверсионной:599.
После того как была налажена связь с «Управлением», контакты с ЭАМ взял на себя Алексатос, но и «Прометей» сохранял связи с ЭАМ и координировал сброс снабжения на парашютах для отрядов ЭАМ в Сперхиасе в июне 1942 года.
В конечном итоге Куцояннопулос счёл самым пригодным возглавить партизанское движение вне про-коммунистического ЭАМ лидера ЭДЕС, полковника Зерваса, с которым поддерживал контакт с февраля 1942 года. В апреле он согласовал с Зервасом уход последнего в горы, для формирования партизанской армии ЭДЕС.
Вклад «Прометея» в активизацию ЭДЕС был решающим, поскольку в июле 1942 года Куцояннопулос «шантажом» вынудил Зерваса, который получил от организации значительные средства, но всё время откладывал свой поход, отправиться наконец в Эпир:549.
Герозисис описывает этот эпизод следующим образом: Через «Прометея» англичане передали Зервасу аванс в 800 золотых фунтов, чтобы он начал партизанскую деятельность. Однако Зервас долго откладывал свой уход, «вероятно потому, что израсходовал деньги в одном из картёжных клубов Афин».
В бурной встрече с ним и «с пистолетами в руках», Куцояннопулос угрожал что через Би-би-си объявит его расстратчиком и вором. Герозисис пишет, что хотя эти угрозы не сильно задели Зерваса, наконец, 23 июля, с небольшим отрядом, он ушёл на свою родину, в горы Эпира, откуда провозгласил создание партизанской армии ЭДЕС:595.
Куцояннопулос продолжил усилия к развитию и единству партизанского движения, но оставался разочарованным Зервасом.
К лету 1942 года он убедился в динамике Компартии, создавшей и руководившей ЭАМ, и счёл необходимым оказывать помощь некоторым, маленьким, отрядам ЭАМ, одновременно с совершением диверсий в Аттике. Последнее не столько из стратегических соображений, сколько для поднятия морального духа населения и усиления партизан добровольцами из городов.
Следуя указаниям «Управления», «Прометей» координировал сброс оружия, боеприпасов и снабжения на остров Эвбея и Среднюю Грецию.
Одновременно, его посланники, среди которых был и Алексатос, совершали опасные поездки морем в Смирну, возвращаясь с деньгами, инструкциями и рациями.
Отмечено, что «Прометей» получил от «Управления» 300 тысяч драхм в декабре 1941 года, 500 золотых фунтов в мае 1942 года и что «Прометей» предоставил Зервасу до июня 1942 года 1.750 золотых фунтов.
Осенью 1942 года «Прометей» координировал выброс с воздуха помощи партизанам в Мессинии.
Одновременно, его посланники были отправлены к партизанам на Олимп, Пинд, Китерон, Эликон Парнас и в Аркадию, в основном в маленькие отряды, для которых он постоянно просил помощи у «Управления»:550.

## Британская военная миссия
В конце октября 1942 года «Прометей» решительным образом способствовал в планировании операции по взрыву моста на реке Горгопотамос, и в организации контакта ЭДЕС с выброшенной на парашютах британской диверсионной группой Майерса (Edmund Charles Wolf Myers) и Криса Вудхауза (Montague Woodhouse, 5th Baron Terrington).
После успешного завершения операции, Куцояннопулос, также как и британское командование на Ближнем Востоке, счёл, что группа должна остаться в Греции. Группа была трансформирована в британскую военную миссию в Греции и «Прометей» обеспечил её первоначальную связь с Ближним Востоком.

## Продолжение политических контактов
Одновременно в Афинах Куцояннопулос продолжал поддерживать контакты с политиками. Он передал П. Канеллопулосу предложение эмиграционного правительства выбраться в Каир и войти в его состав.
При этом Куцояннопулос не замалчивал свои оценки о обстановке в Греции и не скрывал ни свои антимонархические чувства, ни своё подозрение к эмиграционному правительству, подчёркивая, что его чувства разделяет большинство общественного мнения.
Он ставит свои политические условия и, также как Алексатос, отказывается встречаться с монархистами в Афинах и посланником эмиграционного правительства в мае 1942 года:551.
Его решения были без оговорок приняты Посоном (D. Pawson) и «Управлением» в целом, не только по причинам безопасности, на которые первоначально ссылался Куцояннопулос, но и в силу доверия его критериям и методам, которыми он действовал:552.

## Разгром организации
В начале января 1942 года, на островке Антипарос, произошёл эпизод, который имел катастрофические последствия для «Прометея». Обосновавшийся на островке английский офицер Джон Аткинсон (John Atkinson) был арестован итальянцами, имея при себе перечень имён греческих агентов «Управления» и просто участников Сопротивления. Среди имён были «контакты» «Прометея», с которыми он был вынужден прервать любую связь.
Геролиматос отмечает, что Аткинсон нарушал все нормы конспирации, имел многочисленные связи с «профессиональными женщинами», одна из которых его и выдала.
Аткинсон не уничтожил доверенный ему список агентов и после ареста «признался во всём», вызвав арест более 50 агентов и вынудив греческих политиков, упоминаемых в этом списке, покинуть страну. Таким образом, пишет Геролиматос, повторяя слова другого историка, «ушли естественные лидеры страны, оставив вакуум, который заняли экстремистские элементы».
Позже, при сбросе оружия в Кими, Эвбея трое членов периферийной организации «Прометея», Х. Псаракис и братья Хратсас были взяты в плен. Братья были расстреляны на месте, Псаракис был расстрелян в ноябре, вместе с двумя членами из основного ядра организации — Α. Куцояннопулосом и А. Милонасом.
В июле были арестованы 8 членов «Прометея» и многие из членов их семей, а также 6 человек из группы Алексатоса после неудачного покушения на министра Годзаманиса.
В начале января 1943 года Крис Вудхауз, по приказу «Управления» отправился в Афины, на встречу с так называемым «комитетом шести полковников» и ЦК ЭАМ.
В тяжёлой обстановке всеобщего подозрения, после того как в результате предательства был окружён и погиб в бою с итальянцами руководитель организации Мидас 614, подполковник И. Цигантес, встречу обеспечил «Прометей»:552.
В начале февраля 1943 года Куцояннопулос и двое его соратников, И. Деяяннис и А. Папаяннис, были арестованы. Через несколько дней была арестована Мери Париану, которая была отправлена в Австрию и была включена в число молодых женщин, подвергавшихся медицинским экспериментам и пыткам.
Организация практически распалась.
Куцояннис избежал расстрела, благодаря подлогу документов, совершенному в офисе немецкого генерала другим агентом SOE, Николаосом Пелтекисом, которого Крис Вудхауз именует «одним из самых видных секретных агентов всей Второй мировой войны.».
В начале мая Куцояннопулос бежал из тюрьмы:899 и в июне, через Турцию, сумел добраться до Каира:553.

## Рапорт
В своём рапорте, составленном в Каире, Куцояннопулос предложил усилить, в основном, ЭАМ и другие «динамичные организации».
Он подчёркивал, что руководящая роль КПГ и ЭАМ в греческом Сопротивлении не станет после войны коммунистической опасностью, поскольку бо́льшая часть населения, которая их поддерживает, не является коммунистами.
Он также подчёркивал неоспоримое право греческого народа, на референдуме, решить о форме организации государства, что также подтверждает тот факт, что несмотря на первоначальные опасения Куцояннопулоса о роли КПГ, он стал разделять позиции ЭАМ.
Летом 1944 года, в ходе диверсионной операции на острове Эвбея, Куцояннопулос вернулся в Грецию и остался в стране до её освобождения силами ЭАМ.

## Недостойные «почести»
Несмотря на свою деятельность в рамках и под управлением британских служб, во время британской интервенции в декабре 1944 года, Куцояннопулос, «будучи демократом»:575 выступил на стороне ЭАМ, против англичан.
Париану, в своей книге, пишет также о его контакте, в 1945 году, с советским посольством в Афинах, но не знает о характере этих контактов.
«Прометей» не представил после войны доклада о своей деятельности в Сопротивлении и не был признан организацией Сопротивления, «очевидно из-за своего участия в декабрьских событиях 1944 года».
Более того, в 1947 году, в период Гражданской войны (1946—1949), Куцояннопулос предстал, по выражению Герозисиса, «перед трибуналом правительства бывших коллаборационистов и отсиживавшихся в оккупацию», по обвинению в измене:899.
Сам Куцояннопулос, в 1956 году, в своём свидетельстве для признания деятельности Мери Париану, именовал свою организацию «тайная греческая организация национального Сопротивления…… зависимая напрямую от союзного командοвания Ближнего Востока».
Однако деятельность покалеченной немецкими медицинскими экспериментами и пытками Париану будет признана летом того же года, только после того как Зервас выдал свидетельство о том, что она служила в ЭДЕС.
Лишь через 3 года, британское посольство удосужилось подтвердить, что Париану служила в SOE.
Париану написала и издала книгу о «Прометее» и о «своём муже».
Куцояннопулос не был награждён ни греческим, ни британским правительством.
Он заявил о своём окончательном политическом выборе, став кандидатом в депутаты парламента, от прокоммунистической Единой демократической левой партии (ЭДА) дважды — в 1951 и 1958 годах:554.